# Psychiatric Nursing
Psychiatric Nursing ist ein US-amerikanischer Dokumentarfilm aus dem Jahr 1958.
Der Film, der die Arbeit der Krankenpflege in psychiatrischen Kliniken Ende der 1950er Jahre darstellt, wurde bei der Oscarverleihung 1959 für den Oscar in der Kategorie für den besten Dokumentarfilm nominiert.